# Kypello Kyprou 1958-1959
La Kypello Kyprou 1958-1959 fu la 19ª edizione della coppa nazionale cipriota. Vide la vittoria finale dell'Anorthōsis, che così conquistò il suo secondo titolo.

## Formula
Erano previsti quattro turni: il primo turno era su gare di andata e ritorno, mentre quarti, semifinali e finale erano su gare di sola andata, con eventuale ripetizione in caso di pareggio; la squadra di casa era scelta per sorteggio.
Fu l'unico torneo disputato a Cipro in quella stagione, dato che i campionati erano stati sospesi.

## Partite

### Primo turno
| Squadra 1            | Totale | Squadra 2           | Andata | Ritorno |
| -------------------- | ------ | ------------------- | ------ | ------- |
| AEL Limassol         | 5 - 5  | Apollōn Limassol    | 3 - 2  | 2 - 3   |
| Anorthōsis           | 8 - 2  | Pezoporikos Larnaca | 8 - 0  | 0 - 2   |
| Panellinios Limassol | 3 - 4  | Arīs Limassol       | 3 - 0  | 0 - 4   |
| EPA Larnaca          | 14 - 3 | AYMA Nicosia        | 12-0   | 2 - 3   |
| Olympiakos Nicosia   | 9 - 2  | APOP Paphou         | 5 - 0  | 4 - 2   |
| PAEEK Kerynias       | 8 - 4  | Amathus Limassol    | 5 - 3  | 3 - 1   |
| Nea Salamis          | 6 - 3  | EN.A.O.             | 4 - 0  | 2 - 3   |
| Alkī Larnaca         | 2 - 11 | APOEL               | 2 - 3  | 0 - 8   |
| Orpheas Nicosia      | 2 - 8  | Omonia              | 2 - 1  | 0 - 7   |

### Quarti di finale
| Squadra 1          | Risultato | Squadra 2     |
| ------------------ | --------- | ------------- |
| AEL Limassol       | 3 - 2     | EPA Larnaca   |
| Olympiakos Nicosia | 3 - 0     | Nea Salamis   |
| PAEEK Kerynias     | 0 - 5     | Anorthōsis    |
| APOEL              | 4 - 0     | Arīs Limassol |
| Omonia             | bye       |               |

### Turno intermedio
| Squadra 1          | Risultato | Squadra 2  |
| ------------------ | --------- | ---------- |
| Omonia             | 0 - 3     | Anorthōsis |
| AEL Limassol       | bye       |            |
| Olympiakos Nicosia | bye       |            |
| APOEL              | bye       |            |

### Semifinali
| Squadra 1          | Risultato | Squadra 2    |
| ------------------ | --------- | ------------ |
| Anorthōsis         | 3 - 1     | APOEL        |
| Olympiakos Nicosia | 3 - 3     | AEL Limassol |

### Replay delle semifinali
| Squadra 1    | Risultato | Squadra 2          |
| ------------ | --------- | ------------------ |
| AEL Limassol | 3 - 1     | Olympiakos Nicosia |

### Finale
| Arbitro: | Pampos Avraamides |

|                                 |           |  |
| Pantelakis Gerolemou 28’ (rig.) | Marcatori |  |